# Рузляев, Юрий Николаевич
Юрий Николаевич Рузляев (род. 23 июля 1965, с. Савинки, Наровчатский район, Пензенская область, РСФСР, СССР) — российский деятель органов внутренних дел. Начальник Управления МВД России по Пензенской области с 2014 по 2018 гг. Генерал-майор полиции (2015).

## Биография
Родился в селе Савинки Наровчатского района Пензенской области 23 июля 1965 года.
С 1983 по 1985 годы проходил службу в армии.
В 1986 году поступил на службу в органы внутренних дел в должности младшего инспектора уголовного розыска оперативно-поисковой группы третьего отдела УУР УВД Пензенской области.
В 1986–1988 годы — курсант елабужской специальной школы милиции МВД СССР.
В период с 1996 по 1998 годы возглавлял уголовный розыск Бессоновского района Пензенской области.
С 1998 по 2006 годы — начальник УВД Бессоновского района Пензенской области.
С февраля 2006 года возглавлял УВД по городу Нижневартовску Ханты-Мансийского автономного округа – Югры.
В 2008 году окончил Саратовский юридический институт.
Возглавлял отдел лицензионно-разрешительной работы по Центральному административному округу города Москвы.
В августе 2013 года назначен заместителем начальника управления МВД РФ по Пензенской области – начальником полиции, а в сентябре — и.о. начальника управления МВД РФ по региону.
С января 2014 года — начальник управления МВД России по Пензенской области.
Указом Президента России от 21.02.2015 № 91 присвоено звание генерал-майора полиции.
Указом президента России Владимира Путина №59 от 9 февраля 2018 года освобожден от занимаемой должности.

## Награды
- Медаль ордена «За заслуги перед Отечеством» II степени;
- Медаль Жукова;
- Медаль «За доблесть в службе» (МВД России);
- Медаль «За боевое содружество» (МВД России);
- Медаль «За отличие в службе» I, II, III степеней (МВД России);
- Нагрудный знак «Почётный сотрудник МВД»;
- Медаль «200 лет МВД России» (2002);
- Именное оружие — пистолет Макарова.